# Округ Бун (Небраска)
Округ Бун (енгл. Boone County) је округ у америчкој савезној држави Небраска.

## Демографија
По попису из 2010. године број становника је 5.505, што је 754 (-12,0%) становника мање него 2000. године.
| Група             | 2000.         | 2010.         |
| Белци             | 6.181 (98,8%) | 5.383 (97,8%) |
| Афроамериканци    | 3 (0,0%)      | 23 (0,4%)     |
| Азијати           | 2 (0,0%)      | 11 (0,2%)     |
| Хиспаноамериканци | 56 (0,9%)     | 65 (1,2%)     |
| Укупно            | 6.259         | 5.505         |